# Българска асоциация на музикалните продуценти
Българската Асоциация на Музикалните Продуценти (БАМП) e сдружение с нестопанска цел, което обединява български продуцентски компании в областта на звукозаписната индустрия. Учредена през 1996 г., БАМП е организация, която представлява и защитава правата и интересите на продуценти и разпространители на звукозаписи и музикални видеопродукти на територията на Република България. Основната ѝ цел е да съдейства на държавните органи при организирането и координирането на дейности, свързани с борбата с музикалното пиратство. През 1999 г. БАМП е призната за национална група на Международната федерация на звукозаписната индустрия (IFPI), браншова организация, която представлява над 1500 звукозаписни компании от цял свят.

## Членове на БАМП
- Анимато Мюзик ЕООД
- Вирджиния Рекърдс ЕООД
- Орфей Мюзик ЕООД
- Мега Мюзик ЕООД
- Юнивърсал Мюзик България ЕООД
- Юнивърсал Мюзик Румъния С.Р.Л.
- Стерео Стая ООД
- Ем Ай Продакшънс ЕООД
- Монте Мюзик ООД
- Ара Аудио-видео ЕООД
- Ара Мюзик ЕООД
- Диапазон Рекърдс ООД
- Атанас Янкулов
- Хърбър Айлънд Рекърдс ЕООД
- Гега Ню ООД

## Партньори
БАМП работи в партньорство с институции на международно и местно ниво. Сред тях са Международната асоциация на звукозаписната индустрия – IFPI (International Federation of the Phonographic Industry), Международен алианс по интелектуална Собственост – IIPA (International Intellectual Property Alliance), Асоциация на звукозаписната индустрия в Америка – RIIA (The Recording Industry Association of America), Сдружение ПРОФОН, Сдружение Музикаутор, Министерство на културата и други.

## Принципи
БАМП представлява и защитава правата и интересите на своите членове в областта на авторското право и сродните му права.
Основните цели, които си поставя асоциацията, са да съдейства на компетентните държавни органи при организиране и координиране на дейности, свързани с борбата с музикалното пиратство и да пропагандира значението и защитата на авторското право и сродните му права в Република България.
В изпълнение на своите цели, асоциацията води кампании за приемане и усъвършенстване на законодателството в областта на авторското право и сродните му права и координира и осъществява антипиратската дейност на звукозаписната индустрия. асоциацията също така, работи в тясно сътрудничество с държавните и правораздавателни органи, обществени организации, културни институции, както и с други сдружения, работещи в областта на развлекателната индустрия.
Като национална група на Международната асоциация на Звукозаписната Индустрия – IFPI, БАМП изследва развитието на музикалния пазар в България и доставя данни за целите на глобалните изследвания за индустрията в областта на пазарните анализи, проучвания за промени в потребителските навици и нагласи, както и изследвания за влиянието на пиратството и щетите, които то нанася на легитимния музикален бизнес.

## Структура
Българската Асоциация на Музикалните Продуценти (БАМП) се ръководи от Управителен съвет, чиито Председател е г-жа Станислава Армутлиева, Контрольор и Изпълнителен директор. Управителният съвет осигурява изпълнението на решенията на Общото събрание.